# Giorgios IV.
Giorgios IV. (* 1106; † 1158) war ein nubischer König, der von 1130 bis 1158 in Makuria regierte.
Giorgios ist vor allem von seinem runden Grabstein aus Marmor bekannt, der sich in einem Kloster im Wadi en-Natrun in Ägypten fand. Der Stein ist in Griechisch (am Rand) und Altnubisch (im Zentrum) beschrieben. Die Sprache deutet an, dass Giorgios König von Makuria war, obwohl dies nicht mit letzter Sicherheit entschieden werden kann.
Es bleibt bis heute ein Rätsel, wie diese Inschrift nach Ägypten gelangte. Der Herrscher ist von keinen weiteren Quellen bekannt.